# جغرافیای گینه استوایی

موقعیت گینه استوایی در آفریقا.

جمهوری گینه استوایی کشوری کوچک واقع در ساحل غربی آفریقا و کمی بالاتر از خط استوا است. بخش اصلی خشکی این کشور بر روی قاره آفریقا ریو مونی یا «گینه استوایی قاره‌ای» نامیده می‌شود. بخش دیگر کشور شامل پنج جزیره است که در مجموع به عنوان «گینه استوایی جزیره‌ای» شناخته می‌شوند. این جزایر عبارتند از: بیوکو (فرناندو پو سابق)، کوریسکو، الوبی گرانده، الوبی چیکو، و آنوبون (پاگالو). دو جزیره اصلی «گینه استوایی جزیره‌ای» بیوکو و آنوبون هستند و کشور جزیره‌ای سائوتومه و پرنسیپ بین این دو قرار گرفته‌است.
سرزمین اصلی گینه استوایی یا ریو مونی از شرق و جنوب با گابن (طول مرز: ۳۵۰ کیلومتر)، از شمال با کامرون (طول مرز: ۱۸۹ کیلومتر) و به‌وسیله یک خط ساحلی با خلیج گینه همسایه است. مساحت کل کشور گینه استوایی ۲۸۰۵۱ کیلومتر مربع است.
پایتخت گینه استوایی شهر مالابو است که بر روی جزیره بیوکو جای گرفته‌است. بزرگ‌ترین شهر کشور اما شهر بندری باتا است. مالابو ۱۷۹ هزار و باتا ۲۳۰ هزار نفر جمعیت دارد. جمعیت کل کشور یک و نیم میلیون نفر است.
گینه استوایی در ارتفاع متوسط ۵۷۷ متر از سطح دریا قرار دارد. بلندترین قله کشور، کوه پیکو باسیله، ۳۰۱۱ متر ارتفاع دارد. این کشور حدود ۱۰ جزیره دارد. فاصله بین شهر نیویورک و مالابو، پایتخت گینه استوایی، حدود ۹۱۳۰ کیلومتر (۵۶۷۳ مایل) است.
رودخانه اصلی کشور، رود بنیتو (اوئولا)، مسیر خود را در مرکز کشور طی می‌کند. در حالی که جزیره بیوکو به دلیل سازندهای آتشفشانی، بندرها و سواحل خود معروف است، جزیره آنوبون دارای آب و هوای استوایی با بارش فراوان و طوفان‌های مکرر است. جنگل‌های بارانی انبوه گرمسیری سطح گینه استوایی را پوشانده‌است. این باعث می‌شود که گیاهان و جانوران متنوعی در آن زندگی کنند ازجمله گوریل، شامپانزه، پلنگ، گاومیش، قورباغه‌های غول‌پیکر، بز کوهی، فیل، اسب آبی و تمساح. حشرات نیز در این کشور فراوان هستند، از جمله مگس تسه‌تسه و پشه آنوفل حامل مالاریا، مورچه‌ها، سوسک‌ها، عنکبوت‌ها و موریانه‌ها. بیوکو هیچ حیوان بزرگ قابل شکار ندارد اما دارای میمون‌های مختلف، غزال‌های کوتوله و جوندگان و همچنین پشه‌ها و سایر حشرات است.
طولانی‌ترین رودخانه کشور بنیتو است که ۳۰۰ کیلومتر درازا دارد. رودخانه‌های مونی و انتم که در مرزهای جنوبی و شمالی ریو مونی قرار دارند، به صورت خورهایی هستند که ۲۰ کیلومتر آن قابل کشتی‌رانی است. رودخانه امبینی در میانه راه بین آن دو رود، نمونه‌ای از جریان‌های آبشاری است که تمام ریو مونی را زهکشی می‌کند. جزیره بیوکو دارای جریان‌های آبشاری کوتاه است.

## بخش قاره‌ای
بخش قاره‌ای کشور یا ریو مونی بین کامرون و گابن جای گرفته‌است. ریو مونی شامل ۹۳ درصد از کل خشکی گینه استوایی است و ۸۰ درصد از جمعیت در اینجا زندگی می‌کنند.
سرزمین اصلی گینه استوایی از یک دشت ساحلی باریک شروع می‌شود که باتلاق‌های حرا در لبه آن قرار دارد. از آنجا، زمین به سمت یک فلات مرتفع از تپه‌های جنگلی انبوه تا مرز با گابن بالا می‌رود که (در چند مکان) به ارتفاع ۱۲۱۹ متری از سطح دریا هم می‌رسد. این تپه‌ها از نظر معادن غنی هستند که شامل طلا، الماس، فلزات بنیادین، سنگ آهن و بوکسیت و سایر مواد معدنی است. کوهستانی که کرانه‌ها را از داخله کشور جدا می‌کند، کوهستان کریستال نام دارد.
دما و رطوبت در ریو مونی به‌طور کلی کمتر از جزیره بیوکو است.

## بخش جزیره‌ای
خلیج بیافرا سرزمین اصلی این کشور را از جزایر جدا می کند. این خلیج بخشی از خلیج گینه است که نام این کشور از آن گرفته شده است. خلیج گینه ورودی اقیانوس اطلس است.

### بیوکو

شهر مالابو، پایتخت کشور (رنگ قرمز) در جزیره بیوکو قرار دارد.

جزیره فراساحلی بیوکو، با منشأ آتشفشانی و بسیار حاصلخیز، تحت سلطه سه آتشفشان خاموش است. خط ساحلی آن در جنوب شیب‌دار و ناهموار است، اما سواحل و بندرگاه‌های دیدنی در امتداد ساحل شمالی وجود دارد. بلندترین نقطه گینه استوایی «پیکو باسیله» دارای ارتفاع ۳۰۰۸ متر است. پست‌ترین نقطه کشور اقیانوس اطلس (۰ متر) است.
جزیره بیوکو حدود ۴۰ کیلومتر (۲۴٫۹ مایل) از کامرون و جزیره آنوبون در حدود ۵۹۵ کیلومتر (۳۷۰ مایل) جنوب غرب جزیره بیوکو جای گرفته‌است.
جزیره بیوکو که تا دهه ۱۹۷۰ فرناندو پو نام داشت، بزرگترین جزیره در خلیج گینه است و ۲٬۰۱۷ کیلومتر مربع (۷۷۹ مایل مربع) مساحت دارد. شکل آن مانند چکمه است، با دو سازند آتشفشانی بزرگ که توسط دره ای جدا شده‌اند. این دره جزیره را در باریک‌ترین نقطه آن به دو نیم می‌کند. خط ساحلی ۱۹۵ کیلومتری در جنوب شیب دار و ناهموار است، اما در شمال پست‌تر و قابل دسترس‌تر است. در شمال، بندرهای ممتاز مالابو و لوبا، و چندین ساحل دیدنی بین شهرها قرار دارد. بومی‌های جزیره بیوکو بوبی‌ها هستند که ۱۵ درصد جمعیت را تشکیل می‌دهند. بوبی‌ها از نوادگان بردگانی هستند که توسط بریتانیایی‌ها در قرن نوزدهم از غرب آفریقا آزاد شدند.

### آنوبون
جزیره آنوبون که به دلیل کشف آن در روز سال نوی ۱۴۷۲ نامگذاری شده‌است، یک جزیره آتشفشانی کوچک با ۱۸ کیلومتر مربع (۶٫۹ مایل مربع) مساحت است. خط ساحلی به جز در شمال دارای شیب‌های تند است. مخروط آتشفشانی اصلی شامل یک دریاچه کوچک است. در آنوبون، زمین‌های آتشفشانی کشاورزی را محدود می‌کند. اکثر ۱۹۰۰ نفر از ساکنان آن ماهیگیرانی هستند که در صید سنتی ماهی تن و صید نهنگ تخصص دارند. آب و هوا گرمسیری است - بارندگی شدید، رطوبت بالا و تغییرات فصلی مکرر همراه با طوفان‌های شدید باد.

## آب‌وهوا
گینه استوایی دارای آب و هوای استوایی با فصول مرطوب و خشک مشخص است. از ژوئن تا اوت، ریو مونی خشک و بیوکو مرطوب است. از دسامبر تا فوریه، برعکس آن صادق است. در این بین یک انتقال تدریجی وجود دارد. باران یا مه هر روز در آنوبون رخ می‌دهد، جایی که هرگز یک روز بدون ابر ثبت نشده‌است. دما در مالابو در بیوکو از ۱۶ تا ۳۳ درجه سانتی‌گراد متغیر است. در ریو مونی، میانگین دما در حدود ۲۷ درجه سانتی‌گراد است. بارندگی سالانه از ۱۹۳ سانتی‌متر در مالابو تا ۱۰۹۲ سانتی‌متر در اورکا در بیوکو متفاوت است، اما ریو مونی تا حدودی خشک‌تر است.
در امتداد دشت ساحلی، شهر باتا خنک‌تر و خشک‌تر از بقیه نقاط کشور است.

## نگارخانه

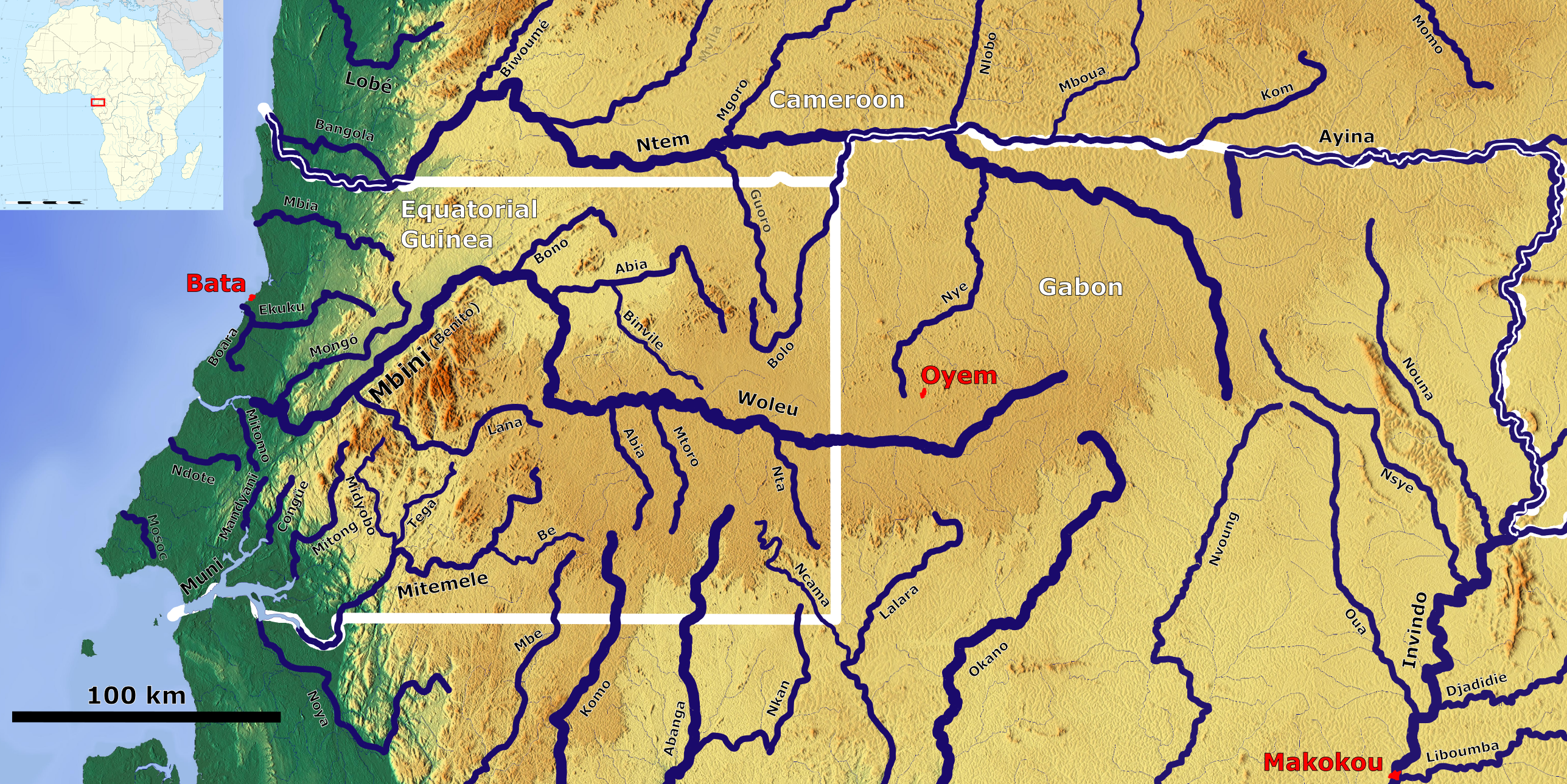
رودهای گینه استوایی
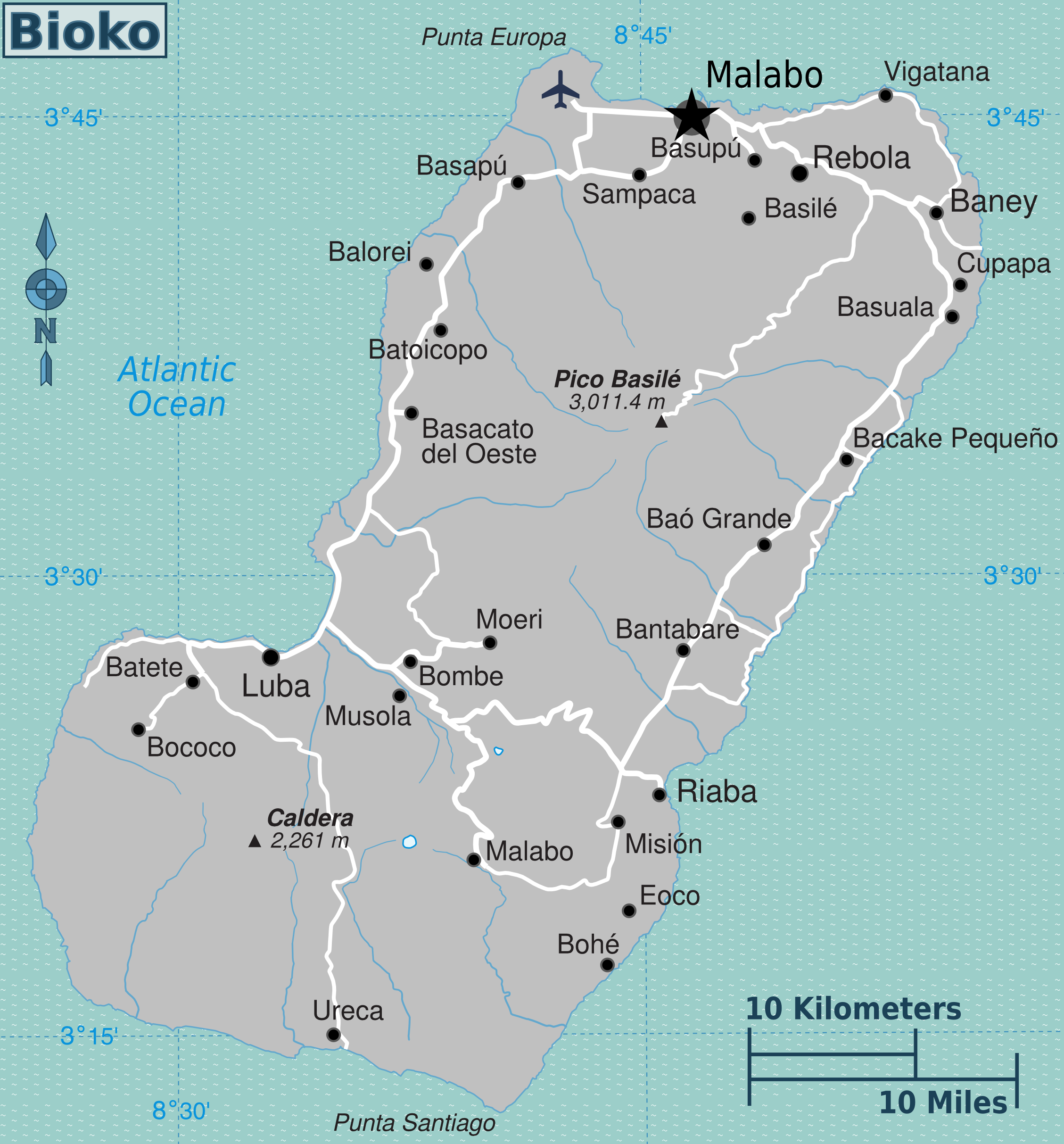
نقشه جزیره بیوکو
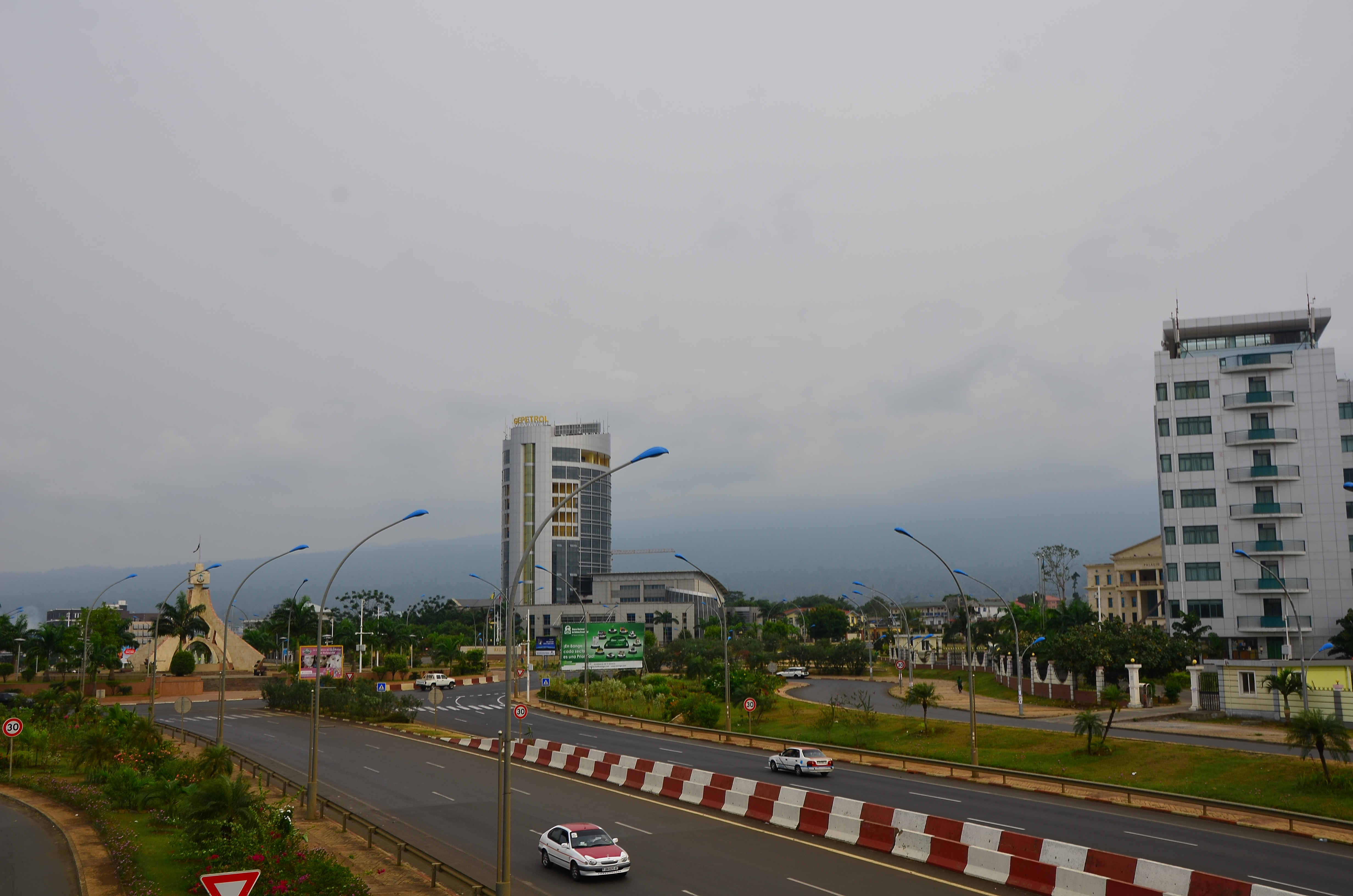
مرکز شهر مالابو، پایتخت کشور